# ۷۳۷ (میلادی)
۷۳۷ (میلادی) هفتصد و سی و هفتمین سال تقویم میلادی است.

## درگذشتگان
‎